# Staatsarchiv Meiningen

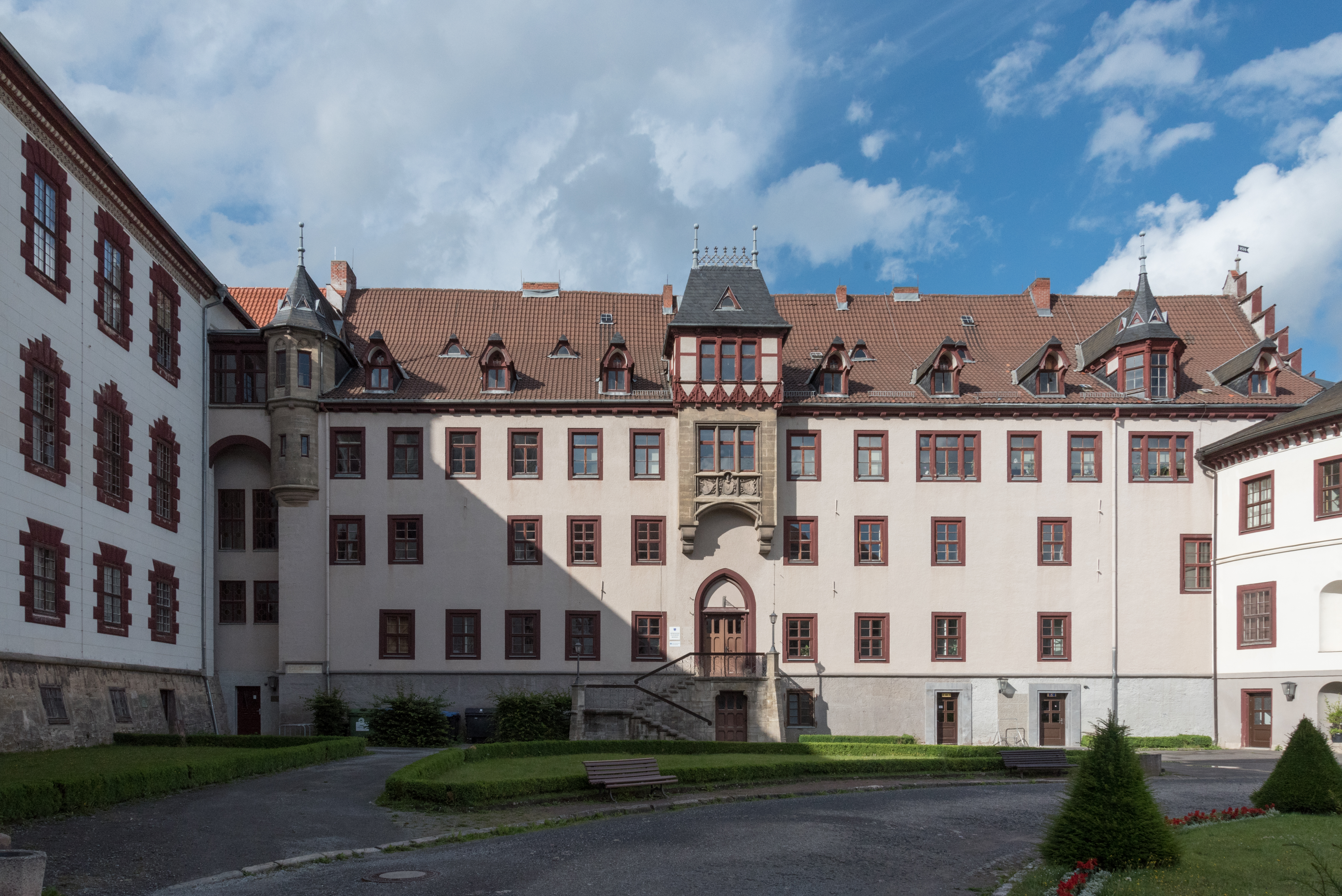
Hauptsitz bis 2023, nun Nebenstelle – der Bibrabau des Schlosses Elisabethenburg

Das Staatsarchiv Meiningen ist eines von sechs zum Landesarchiv Thüringen gehörenden Staatsarchiven im Freistaat Thüringen. Bis 2023 im Bibrabau des Meininger Schlosses Elisabethenburg ansässig, ist es seit Juli 2023 im ehemaligen Bundesbankgebäude in der Lindenallee in der Kreisstadt Meiningen untergebracht. Die Archivbestände spiegeln die Geschichte vom fränkischen Henneberger Land, dem Herzogtum Sachsen-Meiningen und dem heutigen Südthüringen vom Mittelalter bis in das 21. Jahrhundert wider. Archivleiter ist Jörg Filthaut.

## Geschichte
Das Staatsarchiv Meiningen wurde 1923 als Nachfolger des Geheimen Archivs des Herzogtums Sachsen-Meiningen und der Landesbehörden des 1920 im Land Thüringen aufgegangenen Freistaates Sachsen-Meiningen (1918 als Nachfolgestaat des Herzogtums) gegründet. 1925 wurde dem Staatsarchiv das 1660 in Meiningen gebildete Gemeinschaftliche Hennebergische Archiv (GHA) angegliedert.
Das Gemeinschaftliche Hennebergische Archiv umfasste bis zu diesem Zeitpunkt die seit dem Aussterben der Grafen von Henneberg (1583) angefallenen unteilbaren Archivalien der Grafschaft Henneberg, die in der Burg Meiningen, deren Hauptgebäude Bibrabau heute den Nordflügel des Schlosses Elisabethenburg bildet, untergebracht waren. Es war gemeinschaftliches Eigentum der Teilhaber der vormaligen Grafschaft Henneberg.
Das herzogliche Geheime Archiv entstand mit der Gründung des Herzogtums Sachsen-Meiningen zunächst als „Geheimes Kanzlei-Archiv“ und führte ab 1850 auch Altakten der oberen Landesbehörden und private Archivalien der herzoglichen Familie zusammen.
Die in verschiedenen Thüringer und preußischen Archiven vorhandenen hennebergischen Akten vereinte man bis 1929 im Gemeinschaftlichen Hennebergischen Archiv, das 1945 als bisheriges gemeinschaftliches Eigentum von Thüringen und Preußen komplett an Thüringen überging. Nach 1945 erhielt das Archiv große Zuwächse durch Bestände von südthüringischen Kreisbehörden, Amtsgerichten sowie durch die Bodenreform enteignete Guts- und Schlossarchive. 1951 fand eine Umbenennung in „Landesarchiv Meiningen“ statt, dem 1965 eine erneute Namensänderung in „Staatsarchiv Meiningen“ folgte. In den 1970er und 1980er Jahren wurden verstärkt zahlreiche Akten aus der Wirtschaft und der Politik übernommen, die die Kapazität des Archivs erschöpften.
Nach der Wende und der Neugründung des Freistaates Thüringen erhielt das Archiv wieder den Namen „Thüringisches Staatsarchiv Meiningen“. Durch die Auflösung von ehemaligen DDR-Behörden und zahlreichen Betrieben gab es alleine zwischen 1990 und 1994 einen Zuwachs von 4.000 Regalmetern. Im Jahre 1990 nahm wegen der Flut aufzunehmenden Schriftgutes eine Außenstelle in der ehemaligen Untersuchungshaftanstalt Suhl des MfS ihre Arbeit auf. Dort sind heute vorwiegend Wirtschaftsbestände untergebracht. 2016 fand mit der Gründung des Landesarchivs Thüringen (LATh) eine Neuorganisation des staatlichen Archivwesens statt, das alle sechs Staatsarchive unter vollständiger Beibehaltung ihrer Funktionen organisatorisch zusammenfasst. Unter der neuen Bezeichnung „Landesarchiv Thüringen – Staatsarchiv Meiningen“ bildet es hier die Abteilung 4. Wegen akuter Platznot und schlechten Bedingungen zog das Staatsarchiv Meiningen mit dem Großteil der Bestände im Juli 2023 als Mieter in das ehemalige geräumige Meininger Bundesbankgebäude in der Lindenallee um. Das Bankgebäude bietet für die Archivbestände klimatisch und sicherheitstechnisch ideale Voraussetzungen.

## Zuständigkeiten
- 1660–1680: sächsische Nachfolgestaaten im Henneberger Land mit Ausnahme des schleusingenschen Anteils und der stolbergischen Herrschaft Schwarza
- 1680–1918: Herzogtum Sachsen-Meiningen
- 1918–1920: Freistaat Sachsen-Meiningen
- 1920–1952: Land Thüringen – Landkreise Meiningen, Hildburghausen, Sonneberg sowie Stadtkreis Zella-Mehlis (ab 1936 zum Landkreis Meiningen gehörig) und die Exklave Ostheim vor der Rhön (bis 1945).
- 1952–1990: Bezirk Suhl in der DDR
- 1990–1994: Freistaat Thüringen – Kreise Bad Salzungen, Ilmenau, Hildburghausen, Meiningen, Neuhaus, Schmalkalden, Sonneberg, Suhl-Stadt und Suhl-Land
- ab 1994: Freistaat Thüringen – Landkreise Schmalkalden-Meiningen, Hildburghausen, Sonneberg, Wartburgkreis und die kreisfreien Städte Eisenach und Suhl

## Bestände
Der Bestand des Staatsarchivs Meiningen hat eine Laufzeit von 933 bis in die Gegenwart. Das Archiv verwahrt heute 13.000 Regalmeter Akten mit über 10.000 Urkunden, rund 33.000 Karten/Pläne/Risse, über 61.000 fotografische Reproduktionen sowie 37.000 Bände der Dienstbibliothek. Folgende Bestandsgruppen bestehen:
- Bestände vor 1920
  - Urkunden und Kopiare von Henneberg und Sachsen
  - Gemeinschaftliches Hennebergisches Archiv
  - Heiliges Reich Römischer Nation
  - Ältere Sachsen-Meiningische Bestände
  - Neuere Sachsen-Meiningische Bestände
- Bestände des Deutschen Reiches (1871–1945)
  - Nachgeordnete Behörden und Einrichtungen des Deutschen Reiches
- Land Thüringen (1920–1952)
  - Nachgeordnete Behörden und Einrichtungen des Landes
  - Kreisverwaltungen
- Bestände des Königreichs und Land Preußen (1816–1945)
  - Preußische Behörden
- Bestände der Sowjetischen Besatzungszone (SBZ) und der DDR (1945–1990)
  - Nachgeordnete Behörden und Einrichtungen der SBZ und DDR
- Bestände der Bundesrepublik Deutschland (ab 1990)
  - Nachgeordnete Behörden und Einrichtungen der Bundesrepublik Deutschland
- Bestände des Freistaates Thüringen (ab 1990)
  - Nachgeordnete Behörden und Einrichtungen des Freistaates Thüringen
- Nichtstaatliches Archivgut
  - Herrschaften und Rittergüter
  - Wirtschaft und Bankwesen
  - Parteien und Organisationen
  - Karten und Pläne
  - Nachlässe und Familienarchive
- Zeitungen und Amtsblätter
- Bibliothek
  - Literatur zum Territorium Sachsen-Meiningen, geschichtliche Landeskunde Südthüringens, Hennebergica[4]

## Archivleiter
- 1923–1933 Walter Müller
- 1933–1935 Wilhelm Engel
- 1935–1953 Friedrich Heide (amtierender Archivar – Oberleitung in Weimar)
- 1954–1971 Ernst Müller
- 1971–1990 Rolf Hübner
- 1990–1995 Hannelore Schneider
- 1995–1997 Norbert Moczarski (amtierend)
- 1997–2014 Johannes Mötsch
- 2014–2018 Norbert Moczarski (bis 2015 amtierend)
- 2018–2019 Katharina Witter (kommissarisch)
- 2019–2024 Clemens Heitmann
- 2024–2025 Jörg Filthaut
- seit 2025 Sören Holland-Nell (kommissarisch)